# Marc Garcia (pilote moto)
Pour les articles homonymes, voir Marc Garcia et García.
Pas d'image ? Cliquez ici
Marc Garcia est un pilote de vitesse moto français né à Marseille le 3 août 1967.
Il a commencé sa carrière en Grand Prix en 1992 sur Yamaha en 250 cm3 au Grand Prix de France, son unique participation de la saison. Puis, on le retrouve en 1994 où il participe à la saison complète en catégorie 500 cm3 sur ROC Yamaha, ainsi que la saison suivante.
Après son retrait en Grand Prix, on le retrouve en 1999 sur Honda au Grand Prix de Valence pour son ultime retour.
Il a marqué 20 points au championnat du monde catégorie 500 cm3 de 1995 et 1996.
En 2007, avec son frère Bernard, lui aussi ancien pilote de Grand Prix, il fonde une école de pilotage sur piste : 4G.
Il est, depuis 2009, commentateur sur les Grand Prix aux côtés de Laurent Corric sur NT1. Il y apporte notamment sa connaissance des GP Moto.

## Carrière en Grand Prix
| Année | Cat.    | Équipe | Moto       | GP | Vict. | Podiums | Poles | Mtour | Pts | Position |
| ----- | ------- | ------ | ---------- | -- | ----- | ------- | ----- | ----- | --- | -------- |
| 1992  | 250 cm³ |        | Yamaha     | 1  | 0     | 0       | 0     | 0     |     |          |
| 1994  | 500 cm³ |        | ROC Yamaha | 14 | 0     | 0       | 0     | 0     | 11  | 21e      |
| 1995  | 500 cm³ |        | ROC Yamaha | 12 | 0     | 0       | 0     | 0     | 9   | 26e      |
| 1999  | 500 cm³ |        | Honda      | 1  | 0     | 0       | 0     | 0     |     |          |